# Składy najlepszych zawodników australijskiej ligi koszykówki NBL
Składy najlepszych zawodników australijskiej ligi koszykówki NBL – umowne składy najlepszych zawodników australijskiej ligi koszykówki NBL, wybierane co sezon od 1980, czyli drugiego sezonu istnienia ligi.
Składy są wybierane na podstawie głosowania trenów głównych drużyn, jednego asystenta z każdej drużyny, i kapitanów zespołów. Głosujący wybierają pierwszy i drugi skład oddając swoje głosy na pięciu zawodników. Koszykarze otrzymują trzy punkty za wybór do pierwszego składu i dwa punkty za wybór do drugiego. Po ich zsumowaniu ustala się Top 10 najlepszych zawodników ligi, dzieląc na pierwszy i drugi skład.
Kilkukrotnie miała miejsce sytuacja, gdzie MVP ligi nie został wybrany do pierwszego składu. Ta anomalia jest rezultatem różnic między dwoma systemami głosowania na te wyróżnienia.
Do 2000 roku wybierano tylko jeden skład najlepszych zawodników NBL, w latach 2000–2013 aż trzy, po czym od 2013 zaczęto wybierać dwa składy.

## Składy
| Zawodnik (X) | Oznacza liczbę kolejnych wyborów do I składu                                          |
| Pogrubienie  | Oznacza zawodnika, który uzyskał tytuł MVP sezonu regularnego NBL w tym samym sezonie |

### 1980 do 1999–2000
| Sezon     | I skład             | I skład                    |
| Sezon     | Zawodnicy           | Zespoły                    |
| --------- | ------------------- | -------------------------- |
| 1980      | Brian Banks         | Brisbane Bullets           |
| 1980      | Ian Davies          | Launceston Casino City     |
| 1980      | Herb McEachin       | Canberra Cannons           |
| 1980      | Danny Morseu        | St Kilda Saints            |
| 1980      | Ken Richardson      | West Adelaide Bearcats     |
| 1980      | Cal Stamp           | Canberra Cannons           |
| 1981      | Al Green            | West Adelaide Bearcats     |
| 1981      | Danny Morseu (2)    | St Kilda Saints            |
| 1981      | David Nelson        | Canberra Cannons           |
| 1981      | Rocky Smith         | St Kilda Saints            |
| 1981      | Owen Wells          | Newcastle Falcons          |
| 1982      | James Crawford      | Geelong Supercats          |
| 1982      | Leroy Loggins       | West Adelaide Bearcats     |
| 1982      | George Morrow       | Newcastle Falcons          |
| 1982      | Larry Sengstock     | Brisbane Bullets           |
| 1982      | Phil Smyth          | St Kilda Saints            |
| 1983      | Cal Bruton          | Geelong Supercats          |
| 1983      | James Crawford (2)  | Geelong Supercats          |
| 1983      | Leroy Loggins (2)   | West Adelaide Bearcats     |
| 1983      | George Morrow (2)   | Newcastle Falcons          |
| 1983      | Phil Smyth (2)      | Canberra Cannons           |
| 1984      | Cal Bruton (2)      | Geelong Supercats          |
| 1984      | Dan Clausen         | Adelaide 36ers             |
| 1984      | James Crawford (3)  | Geelong Supercats          |
| 1984      | Leroy Loggins (3)   | Brisbane Bullets           |
| 1984      | Phil Smyth (3)      | Canberra Cannons           |
| 1985      | Ray Borner          | Coburg Giants              |
| 1985      | Al Green (2)        | Adelaide 36ers             |
| 1985      | Leroy Loggins (4)   | Brisbane Bullets           |
| 1985      | Kendal Pinder       | Sydney Supersonics         |
| 1985      | Phil Smyth (4)      | Canberra Cannons           |
| 1986      | Steve Carfino       | Hobart Devils              |
| 1986      | Mark Davis          | Adelaide 36ers             |
| 1986      | Andrew Gaze         | Melbourne Tigers           |
| 1986      | Jim Foster          | Coburg Giants              |
| 1986      | Leroy Loggins (5)   | Brisbane Bullets           |
| 1987      | Steve Carfino (2)   | Hobart Devils              |
| 1987      | James Crawford (4)  | Perth Wildcats             |
| 1987      | Mark Davis (2)      | Adelaide 36ers             |
| 1987      | Andrew Gaze (2)     | Melbourne Tigers           |
| 1987      | Leroy Loggins (6)   | Brisbane Bullets           |
| 1988      | Mark Davis (3)      | Adelaide 36ers             |
| 1988      | Tim Dillon          | North Melbourne Giants     |
| 1988      | Andrew Gaze (3)     | Melbourne Tigers           |
| 1988      | Leroy Loggins (7)   | Brisbane Bullets           |
| 1988      | Phil Smyth (5)      | Canberra Cannons           |
| 1989      | Mark Davis (4)      | Adelaide 36ers             |
| 1989      | Andrew Gaze (4)     | Melbourne Tigers           |
| 1989      | Scott Fisher        | North Melbourne Giants     |
| 1989      | Kent Lockhart       | Eastside Spectres          |
| 1989      | Phil Smyth (6)      | Canberra Cannons           |
| 1990      | Andrew Gaze (5)     | Melbourne Tigers           |
| 1990      | Scott Fisher (2)    | North Melbourne Giants     |
| 1990      | Leroy Loggins (8)   | Brisbane Bullets           |
| 1990      | Andre Moore         | Brisbane Bullets           |
| 1990      | Derek Rucker        | Brisbane Bullets           |
| 1991      | Mark Davis (5)      | Adelaide 36ers             |
| 1991      | Andrew Gaze (6)     | Melbourne Tigers           |
| 1991      | Ricky Grace         | Perth Wildcats             |
| 1991      | Scott Fisher (3)    | North Melbourne Giants     |
| 1991      | Mike Mitchell       | Gold Coast Rollers         |
| 1992      | Andrew Gaze (7)     | Melbourne Tigers           |
| 1992      | Scott Fisher (4)    | North Melbourne Giants     |
| 1992      | Dwayne McClain      | Sydney Kings               |
| 1992      | Doug Overton        | Illawarra Hawks            |
| 1992      | Andrew Vlahov       | Perth Wildcats             |
| 1993      | Terry Dozier        | Newcastle Falcons          |
| 1993      | Andrew Gaze (8)     | Melbourne Tigers           |
| 1993      | Leroy Loggins (9)   | Brisbane Bullets           |
| 1993      | Robert Rose         | South East Melbourne Magic |
| 1993      | Melvin Thomas       | Illawarra Hawks            |
| 1994      | Mark Bradtke        | Melbourne Tigers           |
| 1994      | Andrew Gaze (9)     | Melbourne Tigers           |
| 1994      | Leroy Loggins (10)  | Brisbane Bullets           |
| 1994      | Darryl McDonald     | North Melbourne Giants     |
| 1994      | Leon Trimmingham    | Sydney Kings               |
| 1995      | John Dorge          | South East Melbourne Magic |
| 1995      | Andrew Gaze (10)    | Melbourne Tigers           |
| 1995      | Darryl McDonald (2) | North Melbourne Giants     |
| 1995      | Robert Rose (2)     | Adelaide 36ers             |
| 1995      | Reggie Smith        | Newcastle Falcons          |
| 1995      | Andrew Vlahov (2)   | Perth Wildcats             |
| 1996      | Mark Bradtke (2)    | Melbourne Tigers           |
| 1996      | Andrew Gaze (11)    | Melbourne Tigers           |
| 1996      | Darryl McDonald (3) | North Melbourne Giants     |
| 1996      | Ray Owes            | Geelong Supercats          |
| 1996      | Robert Rose (3)     | Canberra Cannons           |
| 1997      | Mark Bradtke (3)    | Melbourne Tigers           |
| 1997      | Andrew Gaze (12)    | Melbourne Tigers           |
| 1997      | Robert Rose (4)     | Canberra Cannons           |
| 1997      | Derek Rucker (2)    | Townsville Suns            |
| 1997      | Clarence Tyson      | Townsville Suns            |
| 1998      | Andrew Gaze (13)    | Melbourne Tigers           |
| 1998      | Ben Melmeth         | Newcastle Falcons          |
| 1998      | Derek Rucker (3)    | Townsville Suns            |
| 1998      | Ray Owes (2)        | Townsville Suns            |
| 1998      | Steve Woodberry     | Brisbane Bullets           |
| 1998–99   | Mark Bradtke (4)    | Melbourne Tigers           |
| 1998–99   | Kevin Brooks        | Adelaide 36ers             |
| 1998–99   | Lanard Copeland     | Melbourne Tigers           |
| 1998–99   | Andrew Gaze (14)    | Melbourne Tigers           |
| 1998–99   | Steve Woodberry (2) | Brisbane Bullets           |
| 1999–2000 | Mark Bradtke (5)    | Melbourne Tigers           |
| 1999–2000 | Andrew Gaze (15)    | Melbourne Tigers           |
| 1999–2000 | Sam Mackinnon       | Townsville Crocodiles      |
| 1999–2000 | Brett Maher         | Adelaide 36ers             |
| 1999–2000 | Paul Rogers         | Perth Wildcats             |

### 2000–01 to 2012–13
| Sezon   | I skład              | I skład                | II skład         | II skład               | III skład          | III skład              |
| Sezon   | Zawodnicy            | Zespoły                | Zawodnicy        | Zespoły                | Zawodnicy          | Zespoły                |
| ------- | -------------------- | ---------------------- | ---------------- | ---------------------- | ------------------ | ---------------------- |
| 2000–01 | Mark Bradtke (6)     | Melbourne Tigers       | Chris Anstey     | Victoria Titans        | Ben Knight         | Cairns Taipans         |
| 2000–01 | Ricky Grace (2)      | Perth Wildcats         | Andrew Gaze      | Melbourne Tigers       | Darryl McDonald    | Victoria Titans        |
| 2000–01 | Darnell Mee          | Adelaide 36ers         | Shane Heal       | Sydney Kings           | Glen Saville       | Wollongong Hawks       |
| 2000–01 | Jason Smith          | Victoria Titans        | Matthew Nielsen  | Sydney Kings           | Melvin Thomas      | Wollongong Hawks       |
| 2000–01 | Robert Rose (5)      | Townsville Crocodiles  | Paul Rogers      | Perth Wildcats         | Jayson Wells       | Canberra Cannons       |
| 2001–02 | Chris Anstey         | Victoria Titans        | Simon Dwight     | West Sydney Razorbacks | George Banks       | Canberra Cannons       |
| 2001–02 | Mark Bradtke (7)     | Melbourne Tigers       | Willie Farley    | Adelaide 36ers         | Shane Heal         | Sydney Kings           |
| 2001–02 | Lanard Copeland (2)  | Melbourne Tigers       | John Rillie      | West Sydney Razorbacks | Brett Maher        | Adelaide 36ers         |
| 2001–02 | Ricky Grace (3)      | Perth Wildcats         | Robert Rose      | Townsville Crocodiles  | Darryl McDonald    | Victoria Titans        |
| 2001–02 | Paul Rogers (2)      | Perth Wildcats         | Randy Rutherford | Brisbane Bullets       | Tony Ronaldson     | Victoria Titans        |
| 2002–03 | Mark Bradtke (8)     | Melbourne Tigers       | Rob Feaster      | Perth Wildcats         | Martin Cattalini   | Adelaide 36ers         |
| 2002–03 | Ricky Grace (4)      | Perth Wildcats         | Matthew Nielsen  | Sydney Kings           | Cortez Groves      | Wollongong Hawks       |
| 2002–03 | Shane Heal           | Sydney Kings           | Pat Reidy        | Townsville Crocodiles  | Kavossy Franklin   | Sydney Kings           |
| 2002–03 | Brett Maher (2)      | Adelaide 36ers         | John Rillie      | West Sydney Razorbacks | Robert Rose        | Townsville Crocodiles  |
| 2002–03 | Chris Williams       | Sydney Kings           | Glen Saville     | Wollongong Hawks       | Wayne Turner       | Townsville Crocodiles  |
| 2003–04 | Stephen Black        | Brisbane Bullets       | Bobby Brannen    | Brisbane Bullets       | C.J. Bruton        | Sydney Kings           |
| 2003–04 | Mark Bradtke (9)     | Melbourne Tigers       | Martin Cattalini | Adelaide 36ers         | Mike Chappell      | New Zealand Breakers   |
| 2003–04 | Sam Mackinnon (2)    | West Sydney Razorbacks | Simon Dwight     | West Sydney Razorbacks | Kevin Freeman      | Brisbane Bullets       |
| 2003–04 | Matthew Nielsen      | Sydney Kings           | Ebi Ere          | Sydney Kings           | Darnell Mee        | Wollongong Hawks       |
| 2003–04 | John Rillie          | West Sydney Razorbacks | Glen Saville     | Wollongong Hawks       | Rashad Tucker      | Perth Wildcats         |
| 2004–05 | Mark Bradtke (10)    | Melbourne Tigers       | Bobby Brannen    | Brisbane Bullets       | Stephen Black      | Brisbane Bullets       |
| 2004–05 | Chris Burgess        | Cairns Taipans         | Brett Maher      | Adelaide 36ers         | Casey Calvary      | Townsville Crocodiles  |
| 2004–05 | Darnell Mee (2)      | Wollongong Hawks       | John Rillie      | Townsville Crocodiles  | Rosell Ellis       | Perth Wildcats         |
| 2004–05 | Jason Smith (2)      | Sydney Kings           | Dusty Rychart    | Adelaide 36ers         | Willie Farley      | Adelaide 36ers         |
| 2004–05 | Brian Wethers        | Hunter Pirates         | Glen Saville     | Wollongong Hawks       | Kavossy Franklin   | Hunter Pirates         |
| 2005–06 | Larry Abney          | Townsville Crocodiles  | Sam Mackinnon    | Brisbane Bullets       | Chris Burgess      | Cairns Taipans         |
| 2005–06 | Chris Anstey (2)     | Melbourne Tigers       | Darryl McDonald  | Melbourne Tigers       | Martin Cattalini   | Cairns Taipans         |
| 2005–06 | C.J. Bruton          | Sydney Kings           | Shawn Redhage    | Perth Wildcats         | Darnell Mee        | Cairns Taipans         |
| 2005–06 | Cortez Groves        | Wollongong Hawks       | Jason Smith      | Sydney Kings           | Dusty Rychart      | Adelaide 36ers         |
| 2005–06 | Brett Maher (3)      | Adelaide 36ers         | Dave Thomas      | Melbourne Tigers       | Glen Saville       | Wollongong Hawks       |
| 2006–07 | Chris Anstey (3)     | Melbourne Tigers       | Larry Abney      | Townsville Crocodiles  | Adam Ballinger     | Wollongong Hawks       |
| 2006–07 | Martin Cattalini     | Cairns Taipans         | Cortez Groves    | Wollongong Hawks       | C.J. Bruton        | Brisbane Bullets       |
| 2006–07 | Sam Mackinnon (3)    | Brisbane Bullets       | Brad Newley      | Townsville Crocodiles  | Kavossy Franklin   | South Dragons          |
| 2006–07 | Carlos Powell        | New Zealand Breakers   | Shawn Redhage    | Perth Wildcats         | Mike Helms         | Singapore Slingers     |
| 2006–07 | Dave Thomas          | Melbourne Tigers       | Paul Rogers      | Perth Wildcats         | Darryl McDonald    | Melbourne Tigers       |
| 2007–08 | Chris Anstey (4)     | Melbourne Tigers       | Adam Ballinger   | Adelaide 36ers         | Dontaye Draper     | Sydney Kings           |
| 2007–08 | Ebi Ere              | Brisbane Bullets       | C.J. Bruton      | Brisbane Bullets       | Kavossy Franklin   | Wollongong Hawks       |
| 2007–08 | Kirk Penney          | New Zealand Breakers   | James Harvey     | Gold Coast Blaze       | Darnell Hinson     | West Sydney Razorbacks |
| 2007–08 | Shawn Redhage        | Perth Wildcats         | Nathan Jawai     | Cairns Taipans         | Julius Hodge       | Adelaide 36ers         |
| 2007–08 | Mark Worthington     | Sydney Kings           | Corey Williams   | Townsville Crocodiles  | Paul Rogers        | Perth Wildcats         |
| 2008–09 | Chris Anstey (5)     | Melbourne Tigers       | Adam Ballinger   | Adelaide 36ers         | Adam Gibson        | South Dragons          |
| 2008–09 | C.J. Bruton          | New Zealand Breakers   | Shawn Redhage    | Perth Wildcats         | David Barlow       | Melbourne Tigers       |
| 2008–09 | Ebi Ere (2)          | Melbourne Tigers       | Glen Saville     | Wollongong Hawks       | James Harvey       | Gold Coast Blaze       |
| 2008–09 | Kirk Penney (2)      | New Zealand Breakers   | Luke Schenscher  | Adelaide 36ers         | Joe Ingles         | South Dragons          |
| 2008–09 | Mark Worthington (2) | South Dragons          | Corey Williams   | Townsville Crocodiles  | Matthew Knight     | Sydney Spirit          |
| 2009–10 | Tywain McKee         | Wollongong Hawks       | Adam Ballinger   | Adelaide 36ers         | Larry Davidson     | Wollongong Hawks       |
| 2009–10 | Kirk Penney (3)      | New Zealand Breakers   | C.J. Bruton      | New Zealand Breakers   | John Gilchrist     | Adelaide 36ers         |
| 2009–10 | Shawn Redhage (2)    | Perth Wildcats         | Adam Gibson      | Gold Coast Blaze       | Julius Hodge       | Melbourne Tigers       |
| 2009–10 | Mark Worthington (3) | Melbourne Tigers       | Anthony Petrie   | Gold Coast Blaze       | Glen Saville       | Wollongong Hawks       |
| 2009–10 | Corey Williams       | Townsville Crocodiles  | Ayinde Ubaka     | Gold Coast Blaze       | Cameron Tragardh   | Wollongong Hawks       |
| 2010–11 | Gary Ervin           | Wollongong Hawks       | Ira Clark        | Gold Coast Blaze       | Adam Ballinger     | Adelaide 36ers         |
| 2010–11 | Julian Khazzouh      | Sydney Kings           | Adam Gibson      | Gold Coast Blaze       | Peter Crawford     | Townsville Crocodiles  |
| 2010–11 | Damian Martin        | Perth Wildcats         | Glen Saville     | Wollongong Hawks       | Alex Loughton      | Cairns Taipans         |
| 2010–11 | Kirk Penney (4)      | New Zealand Breakers   | Luke Schenscher  | Townsville Crocodiles  | Shawn Redhage      | Perth Wildcats         |
| 2010–11 | Gary Wilkinson       | New Zealand Breakers   | Corey Williams   | Melbourne Tigers       | Ayinde Ubaka       | Cairns Taipans         |
| 2011–12 | Thomas Abercrombie   | New Zealand Breakers   | Peter Crawford   | Townsville Crocodiles  | Adris De León      | Gold Coast Blaze       |
| 2011–12 | Cedric Jackson       | New Zealand Breakers   | Adam Gibson      | Gold Coast Blaze       | Eddie Gill         | Townsville Crocodiles  |
| 2011–12 | Julian Khazzouh (2)  | Sydney Kings           | Cameron Tragardh | Melbourne Tigers       | Daniel Johnson     | Adelaide 36ers         |
| 2011–12 | Kevin Lisch          | Perth Wildcats         | Gary Wilkinson   | New Zealand Breakers   | Damian Martin      | Perth Wildcats         |
| 2011–12 | Mark Worthington (4) | Gold Coast Blaze       | Jamar Wilson     | Cairns Taipans         | Jesse Wagstaff     | Perth Wildcats         |
| 2012–13 | Cedric Jackson (2)   | New Zealand Breakers   | Gary Ervin       | Townsville Crocodiles  | Thomas Abercrombie | New Zealand Breakers   |
| 2012–13 | Matthew Knight       | Perth Wildcats         | Jonny Flynn      | Melbourne Tigers       | Ian Crosswhite     | Sydney Kings           |
| 2012–13 | Kevin Lisch (2)      | Perth Wildcats         | Daniel Johnson   | Adelaide 36ers         | Adam Gibson        | Adelaide 36ers         |
| 2012–13 | Ben Madgen           | Sydney Kings           | Damian Martin    | Perth Wildcats         | Shawn Redhage      | Perth Wildcats         |
| 2012–13 | Seth Scott           | Melbourne Tigers       | Mika Vukona      | New Zealand Breakers   | Jamar Wilson       | Cairns Taipans         |

### od 2013–14
Od sezonu 2013/2014, zaczęto wybierać dwa składy All-NBL. Zawodnicy są wybierani z uwzględeniniem pozycji na której występują.
| Sezon   | I skład             | I skład               | II skład         | II skład              |
| Sezon   | Players             | Teams                 | Players          | Teams                 |
| ------- | ------------------- | --------------------- | ---------------- | --------------------- |
| 2013–14 | Rotnei Clarke       | Wollongong Hawks      | Damian Martin    | Perth Wildcats        |
| 2013–14 | Chris Goulding      | Melbourne Tigers      | Jermaine Beal    | Perth Wildcats        |
| 2013–14 | James Ennis         | Perth Wildcats        | Sam Young        | Sydney Kings          |
| 2013–14 | Daniel Johnson      | Adelaide 36ers        | Mika Vukona      | New Zealand Breakers  |
| 2013–14 | Andrew Ogilvy       | Sydney Kings          | Brian Conklin    | Townsville Crocodiles |
| 2014–15 | Cedric Jackson (3)  | New Zealand Breakers  | Jamar Wilson     | Adelaide 36ers        |
| 2014–15 | Scottie Wilbekin    | Cairns Taipans        | Jordan McRae     | Melbourne United      |
| 2014–15 | Josh Childress      | Sydney Kings          | Todd Blanchfield | Townsville Crocodiles |
| 2014–15 | Brock Motum         | Adelaide 36ers        | Ekene Ibekwe     | New Zealand Breakers  |
| 2014–15 | Brian Conklin       | Townsville Crocodiles | Matthew Knight   | Perth Wildcats        |
| 2015–16 | Jerome Randle       | Adelaide 36ers        | Stephen Holt     | Melbourne United      |
| 2015–16 | Kevin Lisch (3)     | Illawarra Hawks       | Corey Webster    | New Zealand Breakers  |
| 2015–16 | Chris Goulding (2)  | Melbourne United      | Kirk Penney      | Illawarra Hawks       |
| 2015–16 | Daniel Kickert      | Melbourne United      | Matthew Knight   | Perth Wildcats        |
| 2015–16 | Andrew Ogilvy (2)   | Illawarra Hawks       | Daniel Johnson   | Adelaide 36ers        |
| 2016–17 | Jerome Randle (2)   | Adelaide 36ers        | Kevin Lisch      | Sydney Kings          |
| 2016–17 | Casper Ware         | Melbourne United      | Nathan Sobey     | Adelaide 36ers        |
| 2016–17 | Casey Prather       | Perth Wildcats        | Brad Newley      | Sydney Kings          |
| 2016–17 | Daniel Johnson (2)  | Adelaide 36ers        | Torrey Craig     | Brisbane Bullets      |
| 2016–17 | Andrew Ogilvy (3)   | Illawarra Hawks       | Daniel Kickert   | Brisbane Bullets      |
| 2017–18 | Casper Ware (2)     | Melbourne United      | Édgar Sosa       | New Zealand Breakers  |
| 2017–18 | Bryce Cotton        | Perth Wildcats        | Jerome Randle    | Sydney Kings          |
| 2017–18 | Demitrius Conger    | Illawarra Hawks       | J.P. Tokoto      | Perth Wildcats        |
| 2017–18 | Daniel Johnson (3)  | Adelaide 36ers        | Mitch Creek      | Adelaide 36ers        |
| 2017–18 | Josh Boone          | Melbourne United      | Tai Wesley       | Melbourne United      |
| 2018–19 | Casper Ware (3)     | Melbourne United      | Jerome Randle    | Sydney Kings          |
| 2018–19 | Bryce Cotton (2)    | Perth Wildcats        | Melo Trimble     | Cairns Taipans        |
| 2018–19 | Lamar Patterson     | Brisbane Bullets      | Nathan Sobey     | Adelaide 36ers        |
| 2018–19 | Nick Kay            | Perth Wildcats        | Daniel Johnson   | Adelaide 36ers        |
| 2018–19 | Andrew Bogut        | Sydney Kings          | Shawn Long       | New Zealand Breakers  |
| 2019–20 | Scott Machado       | Cairns Taipans        | Casper Ware      | Sydney Kings          |
| 2019–20 | Bryce Cotton (3)    | Perth Wildcats        | D.J. Newbill     | Cairns Taipans        |
| 2019–20 | Lamar Patterson (2) | Brisbane Bullets      | Scotty Hopson    | New Zealand Breakers  |
| 2019–20 | Jae’Sean Tate       | Sydney Kings          | Cameron Oliver   | Cairns Taipans        |
| 2019–20 | Nick Kay (2)        | Perth Wildcats        | Andrew Bogut     | Sydney Kings          |